# Kolonia Piecowa
Kolonia Piecowa – osada w Polsce, w województwie opolskim, w powiecie kluczborskim, w gminie Kluczbork.
Do 31 grudnia 2024 miejscowość była przysiółkiem wsi Nowa Bogacica.